# Joseph Daul
Joseph Alexander Daul (Strasbourg, 1947. április 13. –) francia politikus, aki 2013 és 2019 között az Európai Néppárt elnöke volt. Korábban 2007 és 2014 között a Európai Néppárt parlamenti frakciójának vezetőjeként, valamint 1999 és 2014 között francia európai parlamenti képviselőként (EP-képviselő) tevékenykedett. Tagja a Francia Republikánusoknak, amely az Európai Néppárt része.
Daul korábban az Európai Parlament befolyásos Mezőgazdasági Bizottságának elnökeként vált ismertté, amely tisztségre 2004. július 23-án választották meg, és már 2002-től a Bizottsági Elnökök Értekezletének elnökeként is tevékenykedett. 1989 óta Pfettisheim polgármestere, továbbá a Mezőgazdasági Érdemrend tisztje, a Nemzeti Érdemrend lovagja, valamint a Becsületrend lovagja. A francia mellett beszél standard németül és elzásziul, azaz a német alemann változatát, amelyet szülőföldjén, Elzászban beszélnek.

## Gyermekévei
Daul nagy családból származik (hat testvére van), és 20 éves korában átvette a család 7 hektáros kis gazdaságát, amelyet azóta feleségével, az utóbbi években pedig fiával közösen vezet. A birtok azóta 75 hektárra nőtt, de továbbra is családi kézben van, és marhatenyésztésre, valamint cukorrépa-termesztésre szakosodott.

## Pályafutása a nemzetközi politikában
Daul az agrárszakszervezeti mozgalomban vált aktívvá a Centre National des Jeunes Agriculteurs (CNJA – Fiatal Gazdák Országos Központja) révén. Elvégezte szakmai képzését és általános tanulmányait, majd 1976-ban kinevezték a CNJA országos alelnökévé, az európai ügyekért felelős területen. Daul emellett tagja lett a Mezőgazdasági Szakmai Szervezetek Bizottságának (COPA), valamint a Brüsszelben működő Európai Gazdasági és Szociális Bizottságnak.
35 évesen a szakszervezeti tevékenységet a fiatalok szektorán túl is folytatta, és gazdálkodói hivatását felelősségteljes tisztségekkel ötvözte regionális (szakmai szervezetek, szövetkezetek, Mezőgazdasági Kamara), nemzeti és európai szinten.
1997-ben, a „kergemarhakór” válság idején, a franciaországi Országos Marhahústermelők Szövetségének elnöke, valamint az európai „marhahús” munkacsoport vezetője volt. Ezek a feladatok, valamint polgármesteri tapasztalata (települése 1000 lakosú) hozzájárultak ahhoz, hogy aktívabban bekapcsolódjon a politikába, amikor 1999-ben felkérték, hogy Nicolas Sarkozy vezetése alatt az RPR listáján képviselje a gazdálkodói és vidéki közösségeket. Daul emellett szülővárosában alpolgármester lett, a Tanácsok Közössége alelnöke, valamint a strasbourgi Vágóhíd Működtetési Szövetkezetének (160 alkalmazott) elnöke.

## Az Európai Parlament képviselője
Daul 1999-es megválasztását követően csatlakozott az akkori EPP-ED, ma Európai Néppárt frakciójához. Tagja lett a Mezőgazdasági és Vidékfejlesztési Bizottságnak, amelynek 2002 januárjában elnökévé nevezték ki.
2002-ben Daul-t kinevezték a Bizottsági Elnökök Értekezletének elnökévé, amely felelős a 20 parlamenti bizottságot érintő „horizontális” kérdések összehangolásáért, valamint a plenáris ülésszakok napirendtervezetének előkészítéséért. Az Európai Parlament reformjának részeként az Értekezlet javaslatokat tett munkájának hatékonyabbá tételére. Daul társelnökként – az érintett bizottsági elnökökkel együtt – vezette a biztosjelöltek meghallgatásait, és az eredményeket továbbította az Európai Parlament elnökének.
Végül, 2005-ben és 2006-ban ő, valamint Richard Corbett szocialista EP-képviselő képviselték a Parlamentet az új tárgyalási fordulóban a Tanáccsal és a Bizottsággal a komitológia ügyében, amely először biztosította a Parlament számára a jogot, hogy megakadályozza a Bizottság végrehajtási intézkedéseinek elfogadását.
Daul vezetésével működő „Lisszoni Stratégia” munkacsoport a foglalkoztatás kérdéseit vizsgálta, és ebben a minőségében Daul társelnöke volt 2005-ben és 2006-ban két olyan találkozónak, amelyen az Európai Parlament és a nemzeti parlamentek vettek részt. Az Európai Parlament WTO-tárgyalásokkal foglalkozó delegációjának tagjaként részt vett a Parlament küldöttségében a seattle-i (1999), dohai (2001) és cancúni (2003) miniszteri konferenciákon. A miniszteri konferenciák előkészítő munkájában is közreműködött, rendszeresen találkozva a genfi nagykövetekkel, hogy képviselje az Európai Parlament álláspontját.
2007 januárjában megválasztották az EPP frakció elnökének. Továbbra is tagja maradt a Mezőgazdasági és Vidékfejlesztési Bizottságnak, póttagja a Nemzetközi Kereskedelmi Bizottságnak és az AKCS–EU Közös Parlamenti Közgyűlés delegációjának. Emellett elnöke az Európai Parlamenti Egyesületnek (EPA) is.
2013. november 12-én Daul-t megválasztották az Európai Néppárt elnökévé, a néhai Wilfried Martens utódjaként, miközben továbbra is az Európai Parlament EPP frakciójának elnöke maradt. Ugyanakkor úgy döntött, hogy 2014-ben nem indul újra az európai parlamenti választásokon, és lemond az EPP frakcióban betöltött elnöki tisztségéről, hogy minden idejét új feladatkörének szentelje. 2015 októberében a madridi kongresszuson újraválasztották az EPP elnökévé. 2019-ben Donald Tusk követte őt a tisztségben.

## Elismerések
Több kitüntetése között Daul a Becsületrend tisztje (Officier de la Légion d'Honneur), a Nemzeti Érdemrend lovagja (Chevalier de l’Ordre National du Mérite), valamint a Mezőgazdasági Érdemrend tisztje (Officier du Mérite Agricole).

## Viták
Daul ellen Franciaországban vizsgálat indult közpénzek felhasználásának visszaélése miatt. Egy olyan nyomozás része volt, amely a mezőgazdasági pénzek 16 millió eurós (10,6 millió fontos) eltérítését vizsgálta az 1990-es években, és amely három korábbi mezőgazdasági minisztert is érintett. 2004-ben indítottak ellene eljárást azzal a gyanúval, hogy pénzeket terelt át a gazdák szakszervezetének, az FNSEA-nak finanszírozására, valamint saját munkatársai fizetésére. Nem vádolták azzal, hogy személyesen részesült volna a pénzekből, hanem „közpénzek felhasználásával kapcsolatos bűnsegédlet és eltitkolás” vádjával illették. 2007. augusztus 8-án azonban a bíróság kérte, hogy minden vádat ejtsenek ellene, mivel az ellene felhozott ügyek nem indokoltak jogi büntetést.

## Fordítás
Ez a szócikk részben vagy egészben  a   Joseph Daul című angol Wikipédia-szócikk fordításán alapul.  Az eredeti cikk szerkesztőit annak laptörténete sorolja fel. Ez a jelzés csupán a megfogalmazás eredetét és a szerzői jogokat jelzi, nem szolgál a cikkben szereplő információk forrásmegjelöléseként.